# Premi Verdaguer de Recerca
El Premi Verdaguer de Recerca es va crear l'any 2017 amb l'objectiu de fomentar la investigació entorn de la figura i l'obra del poeta Jacint Verdaguer i el seu paper cabdal en la consolidació de la cultura catalana.
Es convoca cada dos anys per la Fundació Jacint Verdaguer, amb el suport del Museu d'Història de Barcelona, la Universitat de Vic-Universitat Central de Catalunya, la Diputació de Barcelona i l'Ajuntament de Masies de Voltregà, i compta amb una dotació de 12.000 euros.

## Guardonats
- Josep Maria Sucarrats (2017)[1]
- Arnau Vives i Piñas (2020)[2]
- Jaume Coll Mariné (2022)[3]
- Gemma Bartolí Masons (2024)[4]